# Церковь Бориса и Глеба в Плотниках
Церковь Бориса и Глеба в Плотниках — приходской православный храм в Великом Новгороде, расположенный в северо-западном углу Плотницкого конца Торговой стороны, на правом берегу Волхова. Возведён в 1536 году на месте более древней церкви, которую перед тем разобрали. Относится к Новгородской епархии Русской православной церкви.

## История
Церковь Бориса и Глеба возводилась жителями Запольской и Конюховой улиц при участии новгородских и московских гостей. Летописец подчёркивает, что постройка была завершена за пять месяцев. Строили церковь сдельно двадцать новгородских «больших мастеров», получивших за работу 53 рубля.
В апреле 1937 года храм был закрыт. Во время Великой Отечественной войны здание получило сравнительно небольшие повреждения.
К 1955 году, по проекту архитектора З. И. Васильевой, церковь была реставрирована. В это время ещё сохранялась в хорошем состоянии кирпичная часть церковной колокольни (два яруса без шатра).
В 1960-е годы началась активная застройка хрущёвками берега Волхова от церкви Бориса и Глеба до моста Александра Невского. Хорошо заметная церковная колокольня, как посчитали, не вписывалась в облик новой набережной и была разобрана.
В дальнейшем церковь стала использоваться под склад. В 1980-х — начале 1990-х годов архитектором В. А. Поповым было проведено повторное исследование памятника, а затем ещё одна реставрация. Реставрационные работы на церкви Бориса и Глеба закончились в 1991 году.
С 1992 года церковь действующая — передана Новгородской епархии.

## Описание
Церковь Бориса и Глеба по своему плану близка к новгородским памятникам XIV века. Очевидно, древний храм, на месте которого строилась новая церковь, не был разрушен полностью. Фундаменты предопределили архаизм плана новой постройки. Но этим и ограничивается роль древней традиции в сложении архитектурного облика церкви Бориса и Глеба, целиком связанного с новыми веяниями, характерными для новгородского зодчества XVI века. Об этом свидетельствует необычное в новгородском зодчестве XII—XV веков пятиглавие храма и завершение фасадных членений декоративными килевидными арочками, сочетающееся со щипцовым покрытием каждого членения, а также многократно повторённый поясок из пятиугольных плоских двухуступчатых нишек на барабанах и апсиде храма. Как и другие новгородские постройки XVI века, церковь Бориса и Глеба сложена из кирпича.
Рядом, в нескольких метрах южнее церкви, возвышается памятник князю Александру Невскому скульптора Юрия Чернова (1985 год). А в 160 м к северу находится Церковь Иоанна Богослова на Витке.

## Духовенство
- Настоятель церкви — протоиерей Олег